# Fläckig tornbagge
Fläckig tornbagge (Curtimorda maculosa) är en skalbaggsart som först beskrevs av Naezen 1794.  Fläckig tornbagge ingår i släktet Curtimorda, och familjen tornbaggar. Arten är reproducerande i Sverige.